# خدمة الاعتماد للكليات الدولية
خدمة الاعتماد للكليات الدولية ...(ASIC) بالإنجليزية: Accreditation Service for International Schools, Colleges and Universities
هي هيئة اعتماد للجامعات والمعاهد معترف باعتمادها من قبل حكومة المملكة المتحدة  وتعمل تحت اشراف مكتب المعايير في التعليم خدمات الأطفال ومهاراتهم, مؤسسة التعليم والخدمات الاجتماعية في بريطانيا التابعة لوزارة التعليم البريطانية.
أنشئت لتحسين الجامعات المستقلة في المملكة المتحدة. أغلقت ASIC ما يقرب من 20 جامعة وهمية مسجلة في المملكة المتحدة.

## تاريخ الهيئة
تأسست هذه الهيئة عام 2007 تحت طلب وزارة الهجرة البريطانية للضبط والاشراف على الجامعات والمعاهد المستقلة في بريطانيا، والتي تساعد الطلاب على الحصول على التأشيرة البريطانية، لذلك وافقت الحكومة البريطانية على 7 مؤسسات للاعتماد الأكاديمي منها خدمة الاعتماد للكليات الدولية (ASIC) 
- في عام 2009 قامت خدمة الاعتماد للكليات الدولية (ASIC) بمراقبة ما يزيد عن 300 جامعة في بريطانيا بطلب من الحكومة البريطانية.
- في عام 2013 بالتعاون مع السفارة البريطانية في تايلاند قدمت خدمة الاعتماد للكليات الدولية (ASIC) خدماتها للجامعات التايلاندية لكي تحصل على اعتماد معترف به أوروبياً
- حالياً هناك أكثر من 260 جامعة في بريطانيا معتمدة من خدمة الاعتماد للكليات الدولية (ASIC) وأكثر من 80 جامعة حول العالم.

## أعتمادها في الوطن العربي
اقترحت جامعة جازان للهيئة الاستشارية التابعة لوزارة التعليم العالي (السعودية) بأن تحتذي حذو بعض الهيئات العالمية المعتمدة مثل خدمة الاعتماد للكليات الدولية (ASIC) في تطوير التعليم في المملكة العربية السعودية 
وفي عام 2011 تقدمت جامعة الملك عبد العزيز - كلية الأعمال برابغ للحصول على اعتماد خدمة الاعتماد للكليات الدولية (ASIC) واقتربت من الحصول عليه 
وكذلك حصلت جامعة تكريت في العراق جامعة العراق الاهلية في البصرة و الجامعة السويسرية المفتوحة - القسم العربي في سويسرا والكلية الأوربية في الكويت وجامعة ليمكوك وينج للتقنية الإبداعية في اليمن على اعتماد خدمة الاعتماد للكليات الدولية (ASIC).

## الانتماءات
خدمة الاعتماد للكليات الدولية (ASIC) تنتمي لمؤسسة أوستفيد مكتب المعايير في التعليم خدمات الأطفال ومهاراتهم المسؤولة عن التعليم والخدمات في بريطانيا والتابعة لوزارتي التعليم والهجرة في بريطانيا.
- الجمعية الأوروبية لضمان جودة التعليم العالي ENQA وهي اعلى هيئة اعتماد جامعي في اوربا ومهمتها مراقبة وزارات التعليم وهيئات الاعتماد في أوروبا
- European Distance and E-learning Network EDEN
- Council for Higher Education Accreditation مجلس التعليم العالي للاعتماد وهي اعلى هيئة اعتماد في الولايات المتحدة الأمريكية
- NAFSA: Association of International Educators نسخة محفوظة 31 مايو 2014 على موقع واي باك مشين.
- British Quality Foundation (BQF)
- الأمم المتحدة Academy Impact group
- Association of International Education Administrators (AIEA)
- Institute of Enterprise and Entrepreneurship (IoEE)
- GUIDE Association, Global Universities in Distance Education
- The Gulf Education Conference

## روابط خارجية
- Accreditation Service for International Schools, Colleges and Universities (ASIC) website
- (CHEA) International Quality Group> CHEA Memberships (June 13, 2013)
- (GOV.UK) Government Accreditation / CHEA Membership News Update (British Embassy Bangkok)
- (NAFSA) Association of International Educators (ed.gov / EROD) نسخة محفوظة 31 مايو 2014 على موقع واي باك مشين.
- (AIEA) Association of International Education Administrators (ed.gov / EROD)
- Andrew Norfolk (29 يونيو 2009). "Man given job of closing bogus colleges was sacked by university". ذي تايمز. مؤرشف من الأصل في 2019-12-18.